# Angélique und der Sultan
Angélique und der Sultan (Originaltitel: Angélique et le sultan) ist ein Spielfilm des Regisseurs Bernard Borderie aus dem Jahr 1968. Die französisch-deutsch-italienische Koproduktion ist der letzte Teil der Filmreihe nach den Romanvorlagen Angélique von Anne Golon.

## Handlung
Nachdem Joffrey sein Schiff vor dem Feuer gerettet hat, verfolgt er d’Escrainville über das Mittelmeer. Als er aber das Schiff kapert, ist Angélique nicht an Bord. Escrainville hatte sie in Algier an Mezzo Morte verkauft, der sie in den Harem des Sultans von Mikenez bringen will.
Joffrey plant, Angélique zu retten, und gibt vor, Schiffbruch erlitten zu haben, damit er in der moslemischen Stadt aufgenommen wird.
Unterdessen befindet sich Angélique im Harem des Sultans. Sie rebelliert gegen die Anweisungen von Osman Ferradji, dem Meister des Harems. Sie weigert sich, dem Sultan als neue Haremsdame vorgeführt zu werden. Eines Tages lüftet aber Angélique versehentlich ihren Schleier und wird vom Sultan gesehen. Der ist sofort von ihrer Schönheit hingerissen und befiehlt sie in seine Gemächer. Dort verweigert sie sich aber seinen Zuwendungen und versucht den Sultan zu töten. Der lässt sie zur Strafe auspeitschen. Zudem ist die Favoritin des Sultans auf Angélique eifersüchtig und versucht sie umzubringen. Angélique wird daraufhin von Colin Paturel, ebenfalls ein Gefangener, mitgenommen und beide können fliehen.
Währenddessen versucht Joffrey Angélique vom Sultan freizukaufen, indem er ihm das Geheimnis preisgeben will, wie man Blei in Gold verwandeln kann. Im Palast entdecken sie jedoch, dass Angélique geflohen ist. Der Sultan lässt daraufhin Osman Ferradji exekutieren und sendet einen Suchtrupp aus.
In der Wüste gesteht Colin Paturel Angélique seine Liebe und verspricht ihr, sie zu töten, falls sie wieder in die Hände des Sultans geraten sollte. Als sich der Suchtrupp nähert, will Colin sein Versprechen wahr machen, aber die Soldaten erschießen ihn vorher. Angélique wird daraufhin ohnmächtig und erwacht später in den Armen von Joffrey.

## Hintergrund
Angélique und der Sultan erzählt den zweiten Teil der Romanvorlage Unbezähmbare Angélique, die für die Verfilmung aufgeteilt wurde. Im vorhergehenden Film Unbezähmbare Angélique wird Angéliques Suche nach Jeoffrey und ihr Verkauf auf dem Sklavenmarkt beschrieben. Angélique und der Sultan ist der letzte Film der fünfteiligen Reihe. Während Angélique ihren Ehemann am Ende dieses Teils für immer wiederfindet, bekommen sich beide in den Romanvorlagen erst im Band 6 Angélique und Ihre Liebe und erleben in weiteren sieben Bänden zusammen zahlreiche Abenteuer.
Die Kostüme wurden von Rosine Delamare entworfen, die Ausstattung stammt von Robert Giordani. Der Film kam am 13. März 1968 in Italien, am 9. August 1968 in Deutschland und am 23. August in Frankreich in die Kinos.
Nach einer Veröffentlichung auf VHS-Video sind die Filme der Angélique-Reihe seit 2007 in der französischen Originalversion und seit 2012 auch in einer fünfteiligen DVD/Blu-Ray-Box auf Deutsch erhältlich.
2013 entstand unter dem Titel Angélique eine Neuverfilmung, die auf den ersten vier Bänden der Neuveröffentlichung von 2008 basiert. Nach den Romanen von Anne Golon entstanden auch die türkischen Filme Anjelik Osmanli saraylarinda (1967) und Anjelik ve Deli Ibrahim (1968).

## Kritiken
„Aufwendig, abenteuerlich, unwahrscheinlich“

„Diese schön bunt fotografierte fünfte Fortsetzung der Angélique-Serie berichtet, ohne die Kombinationsfähigkeit der Zuschauer besonders zu bemühen, von der Entführung Angéliques nach Tunis, ihren dortigen Haremsabenteuern und der Rettung und glücklichen Heimkehr in die Arme ihres rechtmäßigen Ehemannes. Anderthalb Stunden lang gepflegte Langeweile!“